# Hugo Freund & Co
Hugo Freund & Co je bila nakitna družba, ustanovljena leta 1908 v Pragi I na Trgu sadja št. 15 (Ovocný trh). Ustanovitelj podjetja je bil Hugo Freund.

## Zgodovina
Hugo Freund & Co je imel podružnice na Dunaju, Pforzheimu, Antwerpnu in v Švici, ki so bile v stalnih stikih s sedežem v Pragi in skrbele ne le za nakupe, temveč tudi za izvoz, ter obvestile osrednji urad o pomembnih tujih dogodkih in razmerah na trgu.
Ko je prišel čas, ko je bil uvoz tujega blaga otežen in ko je bilo treba odtrgati od tujih dobaviteljev in njihovih tujih tovarn, se je Freund odločil, da bo prihranil visoke carinske in devizne takse.
Ob koncu druge svetovne vojne so bila nacionalizirana vsa zasebna podjetja, med njimi tudi "Hugo Freund & Co".

## Galerija
| - Chasomner (1908-1933) - Hugo Freund & Spol. - Sprejem - Urad - Skladišče |